# Маррі Гелл-Манн
Маррі Гелл-Манн (англ. Murray Gell-Mann; 15 вересня 1929, Нью-Йорк, США — 24 травня 2019) — американський фізик-теоретик. Лауреат Нобелівської премії з фізики 1969 року за відкриття системи класифікації елементарних частинок. Автор кваркової моделі та самого терміна «кварк», який було взято з роману «Поминки за Фіннеганом» Джеймса Джойса з фрази «Три кварки для містера Марка!».

## Біографія
Народився в єврейській родині емігрантів з Чернівців. У дитинстві був вундеркіндом. Навчався в Єльському університеті, в який вступив у віці п'ятнадцяти років, та в Массачусетському технологічному інституті. Працював в Іллінойському університеті в Урбана-Шампейн з 1951 до 1953 року. Був асоційованим професором у Колумбійському університеті від 1954 до 1955 року, професором у Каліфорнійському технологічному інституті від 1955 до 1993 року.

## Наукові здобутки
Основні наукові праці присвячені квантовій теорії поля, фізиці елементарних частинок, ядерній фізиці.
У 1953 увів поняття дивності і сформулював закон її збереження (незалежно від Кадзухіко Нісідзіми), розробив формалізм ізотопічного спіну. Запропонував систематику елементарних частинок і передбачив існування сигма-ноль-гіперону, ксі-ноль-гіперону, омега-мінус-гіперону. У 1953 разом з американським фізиком Мервіном Гольдбергером розвинув теорію розсіяння і метод дисперсійних співвідношень у квантовій теорії поля, у 1954 році — метод ренормалізаційної групи (разом з американським фізиком Фредеріком Лоу і незалежно від швейцарських фізиків Ернста Штюкельберга і Андре Петерманна).
У 1958 разом із Річардом Фейнманом (і незалежно від фізиків Роберта Маршака та Джорджа Сударшана) запропонував теорію слабокої взаємодії. Увів поняття унітарної симетрії адронів (SU-3-симетрії, незалежно від ізраїльського фізика Юваля Неємана, 1961), поняття кварка (незалежно від Джорджа Цвейга) і розробив кваркову модель адронів.
Заклав основи квантової хромодинаміки (разом із німецьким фізиком Х. Фітчем), висловив ідею існування глюонів (незалежно від інших).

## Цікаві факти
У 1995 році фізик і Мюррей Гелл-Манн запросив учасників гурту California Guitar Trio зробити запис у своїй резиденції поблизу Леймі, штат Нью-Мексико. До альбому, якому дали назву Invitation («Запрошення»), увійшли композиції, натхненні навколишнім пейзажем («Train to Lamy Suite»), а також аранжування, як-от основні теми з фільмів «Хороший, поганий, злий» та «Апач[en]».